# حمله به اردوگاه پناهندگان جبالیا (۲۰۲۳–اکنون)
در ۹ اکتبر ۲۰۲۳، نیروهای دفاعی اسرائیل یک حمله هوایی به بازاری در اردوگاه آوارگان جبالیا انجام دادند که در زمان حمله مملو از غیرنظامیان بود. این حمله هوایی بخشی از جنگ ۲۰۲۳ اسرائیل و حماس بود. بیش از ۶۰ نفر در این حمله هوایی کشته شدند و بخش عظیمی از بازار ویران شد.

## محل فاجعه
بازار کمپ آوارگان جبالیا یکی از پر جمعیت‌ترین مناطق نوار غزه به حساب می‌آید. این شهر در شمال شرقی شهر غزه واقع شده است.

## حمله اول
در ۹ اکتبر ۲۰۲۳، نیروهای دفاعی اسرائیل یک حمله هوایی به بازاری در اردوگاه آوارگان جبالیا انجام دادند که در زمان حمله مملو از غیرنظامیان بود. این حمله هوایی بخشی از جنگ ۲۰۲۳ اسرائیل و حماس بود. بیش از ۶۰ نفر در این حمله هوایی کشته شدند و بخش عظیمی از بازار ویران شد. دولت اسرائیل مدعی شد که حمله هوایی جبلیه عناصر حماس واقع در مسجدی در اردوگاه جبالیه را هدف قرار داده است.
در پی حملات هوایی اسرائیل به مناطق دیگر غزه، آوارگان داخلی غزه به اردوگاه جبالیه گریختند. در زمان حمله، بین ساعت ۱۰٫۳۰ تا ۱۱٫۳۰، بازار کاملاً پر از جمعیت بود. هیچ هشدار قبلی برای حمله هوایی اسرائیل به این منطقه صادر نشده بود بازماندگان این حمله در گفتگو با فرانس ۲۴ مدعی شدند که حمله هوایی در قلب بازار بوده منجر به کشته شدن تعداد زیادی شده است. همچنین ادعا شده است که تعدادی از اجساد کشتگان به دلیل کمبود تجهیزات، تا روزها بعد از حمله یافت نشد.
یکی از امدادگران در گفتگو با نیویورک تایمز اظهار داشت که تعداد کشته شدگان بیش از ۶۰ نفر است و کل بازار و ساختمان‌های اطراف ویران شده است. وزارت بهداشت غزه از ارائه برآورد کامل خودداری کرد، اما از «ده‌ها» کشته و زخمی خبر داد. تحقیقات بعدی سازمان ملل حداقل ۴۲ کشته از جمله ۱۴ کودک را تأیید کردو وزارت کشور غزه همچنین مدعی شد که این حمله هوایی ابتدا ساختمان مسکونی متعلق به خانواده ابو اشکیه را هدف قرار داده است.

## حمله دوم
در ۱۲ اکتبر اسرائیل مجددا به اردوگاه جبالیا حمله کرد که در نتیجه آن کل اعضای یک خانواده چهار نفره کشته شدند. وزارت کشور غزه از کشته شدن ۴۵ نفر و زخمی شدن حداقل ۴ نفر در حمله دوم خبر داد.

## حمله سوم
در ۱۹ اکتبر، کمپ مورد حمله هوایی سوم قرار گرفت و ۱۸ پناهجو کشته شدند.

## حمله چهارم
این اردوگاه برای چهارمین بار در جریان بمباران شدید غزه در تاریخ ۲۲ اکتبر، بمباران شد. در این حمله چندین خانه بمباران شد و حداقل ۳۰ جسد از زیر آوار بیرون کشیده شد.

## حمله پنجم
در ۳۱ اکتبر، این اردوگاه بار دیگر توسط جنگنده‌های اسرائیلی بمباران شد. ارتش اسرائیل گفت هدف از این حمله برای هدف قرار دادن ابراهیم بیاری یکی از رهبران اصلی حملات ۷ اکتبر و همچنین «مجموعه تونل زیرزمینی» در زیر اردوگاه بود که به گفته ارتش اسرائیل بیاری فرماندهی عملیات را برعهده داشت. حماس حضور هر فرماندهی در این اردوگاه را رد کرد و گفت که اسرائیل از این ادعاها به عنوان بهانه ای برای حمله استفاده می‌کند.
انس الشریف، خبرنگار الجزیره در محل حضور داشت و اظهار داشت: «این یک قتل‌عام بزرگ است. شمارش تعداد ساختمان‌هایی که در اینجا ویران شده‌اند دشوار است.» نبال فرسخ، سخنگوی هلال احمر فلسطین، این صحنه را «کاملاً وحشتناک» توصیف کرد. در پی این حمله، بیش از صد نفر در زیر آوار مدفون شدند. وزارت کشور غزه اعلام کرد که این اردوگاه «به‌طور کامل ویران شده است» و تخمین‌های اولیه حدود ۴۰۰ زخمی یا کشته است. مدیر بیمارستان اندونزی از کشته شدن بیش از ۵۰ نفر خبر داد.
دانیل هاگاری، سخنگوی ارتش اسرائیل تأیید کرد که جنگنده‌های اسرائیلی به اردوگاه آوارگان حمله کردند. ریچارد هخت، سخنگوی ارتش اسرائیل، مرگ غیرنظامیان را پیامد غم‌انگیز جنگ توصیف کرد و حماس را متهم کرد که از مردم محلی به عنوان سپر انسانی استفاده می‌کند و خاطرنشان کرد که به غیرنظامیان هشدار داده شده است که به سمت جنوب حرکت کنند.

## واکنش‌ها
این حمله بلافاصله توسط وزارت خارجه مصر، عربستان سعودی، اردن و قطر محکوم شد. بولیوی روابط دیپلماتیک خود را با اسرائیل قطع کرد و کلمبیا و شیلی سفیران خود را فراخواندند. گزارشگران ویژه سازمان ملل اعلام کردند که این حملات «نقض وقیحانه قوانین بین‌الملل و مصداقی از جنایت جنگی» است.